# 室賀信俊
室賀 信俊（むろが のぶとし）は、戦国時代の武将、信濃国室賀城主。 

## 略歴
室賀氏は北信濃の国衆で、清和源氏頼清流の系統である村上氏の一門屋代氏の支族であり、惣領家の村上義清に従っていた。初名は「経俊」。天文9年（1540年）に父・盛清が死去し、それを受けて経俊が室賀氏の家督を継いだとみられる。
天文22年（1553年）4月に村上義清が甲斐国の武田晴信（信玄）に敗れて越後国へ逃亡すると、経俊ら室賀氏は武田氏に降伏して本領を安堵された。この際に経俊は晴信より「信」の字を賜り、それまでの経俊から信俊へ改名した。武田氏時代は室賀郷を含めおよそ5000貫文を知行したという。
武田氏従属後の信俊は村上義清を支援する長尾景虎（上杉謙信）との戦いに駆り出され、各地を転戦した。同年8月に信俊は自身の本城・室賀城に武田氏宿老・飯富虎昌を迎え、翌月から始まる第一次川中島の戦いに参陣した。弘治3年（1557年）2月の葛山城攻略戦では被官の清兵衛が小田切駿河守を討ち取り、その軍功を賞された。永禄6年（1563年）には上野吾妻郡の岩下城攻略に参加し、同9年（1566年）には伴野信是・小宮山虎高と共に倉賀野城への在城を命じられた。
永禄10年（1567年）に信俊は『下之郷起請文』を山県昌景に提出した。またこの時室賀氏の家中は「もし信俊が敵に内通するようであればその旨をただちに言上し武田氏に忠誠を尽くす」ことを誓い、また近隣の国衆である麻績清長は屋代・室賀・大日方ら国衆同士と私的なやり取りをしないことを誓った。ここから武田氏が国衆の監視と逆心の阻止・武田氏への忠節義務を国衆の「家中」に求め、さらに川中島近隣の国衆同士の結束を警戒していることがみてとれる。
信玄の死後も武田勝頼に仕え、天正元年（1573年）には三河長篠城に在城している。同3年（1575年）6月12日に死去。法名は前正院殿其建永長居士。5月21日の長篠の戦いで戦死したとする記録もあるが、誤伝とみられている。室賀氏の家督は屋代正重の次男・満正が継いだ。